# Aemona haynei
Aemona haynei är en fjärilsart som beskrevs av Robert Christopher Tytler 1926. Aemona haynei ingår i släktet Aemona och familjen praktfjärilar. Inga underarter finns listade i Catalogue of Life.